# Halechiniscidae
Halechiniscidae là một họ gấu nước. Họ này được đặt tên và mô tả lần đầu tiên bởi Gustav Thulin vào năm 1928.

## Các phân họ và chi
Chúng được chia thành các phân họ và chi sau:
- Dipodarctinae Pollock, 1995
  - Dipodarctus Pollock, 1995
- Euclavarctinae Renaud-Mornant, 1983
  - Clavarctus Renaud-Mornant, 1983
  - Euclavarctus Renaud-Mornant, 1975
  - Exoclavarctus Renaud-Mornant, 1983
  - Moebjergarctus Bussau, 1992
  - Parmursa Renaud-Mornant, 1984
  - Proclavarctus Renaud-Mornant, 1983
- Florarctinae Renaud-Mornant, 1982
  - Florarctus Delamare Deboutteville & Renaud-Mornant, 1965
  - Ligiarctus Renaud-Mornant, 1982
  - Wingstrandarctus Kristensen, 1984
- Halechiniscinae Thulin, 1928
  - Chrysoarctus Renaud-Mornant, 1984
  - Halechiniscus Richters, 1908
- Orzeliscinae Schulz, 1963
  - Mutaparadoxipus Gross, Miller & Hochberg, 2014
  - Opydorscus Renaud-Mornant, 1989
  - Orzeliscus du Bois-Reymond Marcus, 1952
  - Paradoxipus Kristensen & Higgins, 1989
- Quisarctinae Fujimoto, 2015
  - Quisarctus Fujimoto, 2015